# Abbadia San Salvatore
Abbadia San Salvatore è un comune italiano di 6 125 abitanti della provincia di Siena in Toscana.

## Geografia fisica

### Territorio
Abbadia San Salvatore è situata nel versante senese del Monte Amiata.

### Clima
Abbadia San Salvatore ha, per l'altitudine e per la vicinanza del Monte Amiata, un clima freddo d'inverno e abbastanza mite d'estate.
In inverno le temperature scendono spesso sotto lo zero e l'area geografica risente di venti piuttosto freddi.
Le estati peraltro sono rinfrescate dall'influenza della montagna, con precipitazioni piovose più frequenti ad alta quota.
- Diffusività atmosferica: alta, Ibimet CNR 2002

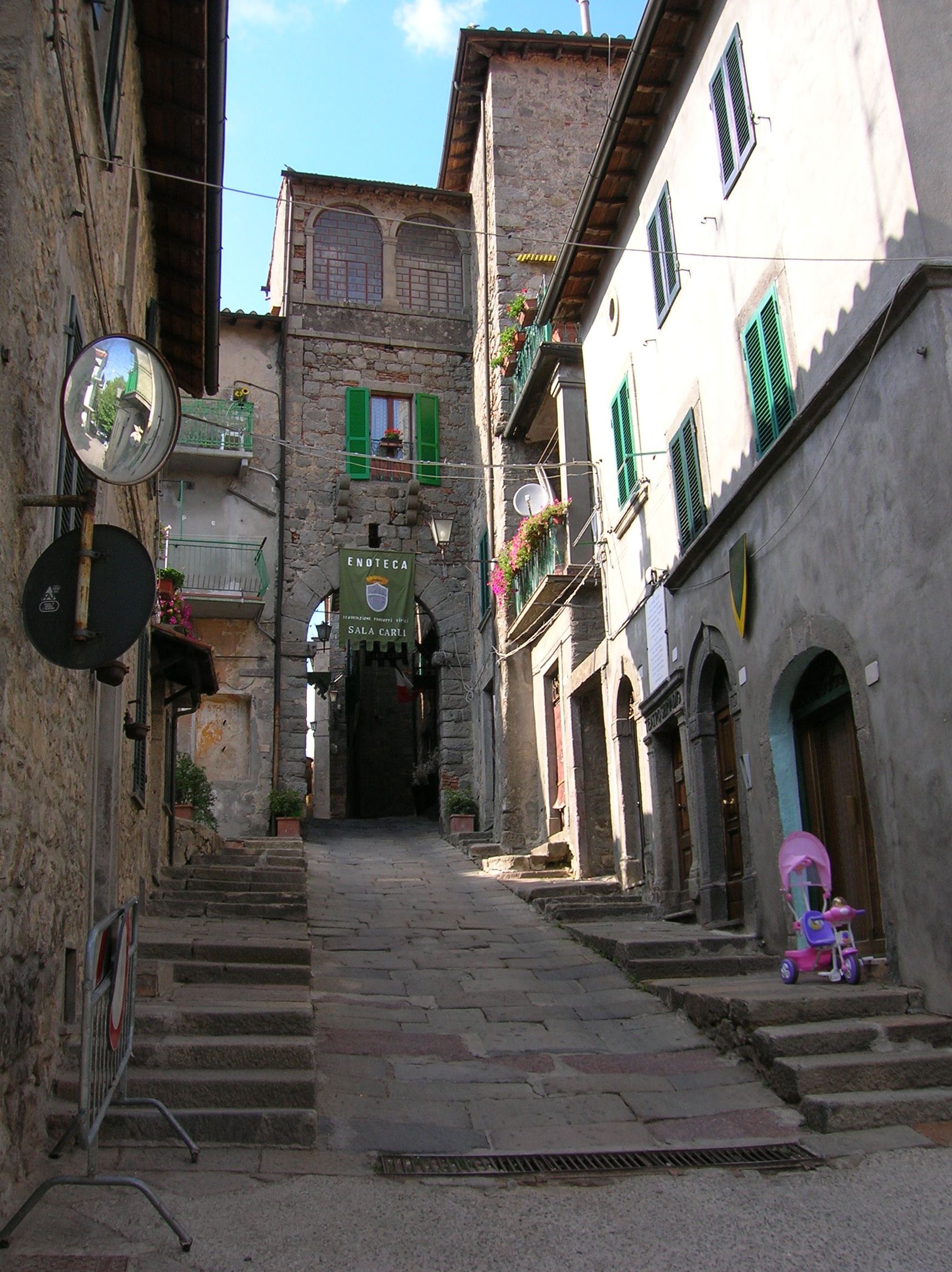
Scorcio del Centro storico

## Origini del nome
Il paese prende il nome dall'abbazia di San Salvatore che seguiva la regola benedettina, fondata nel 743 dal re longobardo Rachis, di cui oggi rimangono solo la chiesa e la cripta ora officiata dai cistercensi.

## Storia
La storia ha riservato a questa località fasi di prestigio temporale legate all'omonimo monastero, prima benedettino poi cistercense, che in epoca feudale ha esercitato un potere di rilievo in ampi territori posti sul versante orientale e su quello occidentale dell'Amiata. L'abbazia ebbe fortune alterne, dovute anche ai frequenti scontri sia con la potente casata degli Aldobrandeschi di Santa Fiora, sia con gli Orsini e in genere con gli alleati degli imperatori, soprattutto quando questi mantenevano rapporti conflittuali con il Papato di Roma. Fu infine soppressa nel 1782.

### Fondazione longobarda ed espansione durante il Medioevo
Il monastero venne fondato nella seconda metà del VIII secolo per volere del re longobardo Rachis. Secondo la tradizione leggendaria la decisione fu presa dal re in seguito a un evento miracoloso di cui fu testimone egli stesso, al quale apparve la Trinità sulla sommità di un albero, intorno al quale fu edificata la cripta. L'evento è tuttora rappresentato nello stemma comunale. In realtà la costruzione del monastero era inquadrata in un preciso disegno politico di Rachis, che seppe avvalersi del favore monastico del nobile longobardo Erfo a beneficio della nazione longobarda, ottenendo con la fondazione di un monastero sulle pendici del monte Amiata il duplice scopo di protezione e controllo dei traffici lungo la strategica via Francigena e di sviluppo agricolo di quell'area della Tuscia longobarda. Pertanto già nel 750 il nobile longobardo Erfo, figlio di Pietro Duca del Friuli, assegnò al monastero fortificato il controllo feudale dei territori amiatini che comprendevano i pascoli del monte fino alla valle del fiume Paglia, attraversata dalla via Francigena. Il potere territoriale dell'abbazia crebbe nei secoli successivi e in concomitanza si sviluppò l'antistante borgo, che fu presto fortificato e dotato di una cinta muraria difensiva. All'inizio del X secolo i suoi possessi travalicavano la zona dell'Amiata, espandendosi in direzione laziale, in val d'Orcia, in val di Chiana e persino nel Viterbese. In questo periodo di prosperità e almeno fino alla casata degli Svevi il monastero, il borgo e le terre del San Salvatore rimasero strettamente legate all'autorità dell'Imperatore del Sacro Romano Impero, godendo comunque di autonomia completa sul piano civile, penale e religioso.

### Conflitto con gli Aldobrandeschi e declino dell'abbazia
In una petizione del 1081, indirizzata all'imperatore Enrico IV, i monaci del San Salvatore accusano la dinastia dei Conti Aldobrandeschi (del ramo di Santa Fiora) di costruire centri fortificati sopra terreni e villaggi del feudo badengo allo scopo di usurparne il legittimo dominio all'abbazia. La disputa con gli Aldobrandeschi non fu risolta ed essi seppero appropriarsi di numerose terre dei monaci. Il potere dell'abbazia fu ulteriormente ridotto a partire dal XII secolo dagli stessi abitanti del borgo del San Salvatore che rivendicarono l'autonomia dal monastero; l'abate Rolando, con il documento noto come "Costituto badengo" edito il 14 luglio 1212, fu forzato a cedere al borgo numerosi terreni e diritti, tra cui quello di eleggere i propri rappresentanti, compreso il podestà. Fu in questo periodo che fu realizzata una seconda cinta muraria attorno al borgo in espansione ed edificata la struttura difensiva detta "Torrione".
Nel 1228 papa Gregorio IX decise di riassegnare il monastero all'ordine dei Cistercensi, con l'intento di risollevarlo dal declino. Tuttavia nel 1265 le terre del San Salvatore vennero occupate dall'emergente Repubblica di Siena, costringendo abbazia e comunità badenga a firmare un atto formale di sottomissione. Nonostante ciò Siena non mantenne il controllo militare del territorio che di fatto cominciò a divenire area di brigantaggio e rifugio di fuorilegge (e un secolo dopo zona di razzia del famoso brigante Ghino di Tacco), decretando il declino definitivo della via Francigena nella valle del Paglia. Per queste ragioni nel 1278 gli insediamenti in val di Paglia (che pure avevano origini antiche, risalenti al periodo etrusco come il villaggio di Callemala e quello di Voltole) furono abbandonati e gli abitanti trasferiti nel capoluogo fortificato del San Salvatore. Fu in questi anni che Abbadia San Salvatore si espanse nuovamente lungo la direttrice di "Via Pinelli" nell'area chiamata oggi "Borgo" che fu anch'essa presto protetta da una estensione delle mura cittadine, assumendo l'assetto urbano definitivo fino al XIX secolo. Agli inizi del Trecento fu invece Orvieto a ottenere la facile sottomissione dei territori badenghi, che però caddero rapidamente in mano aldobrandesca a seguito della crisi del comune umbro che di lì a poco fu espugnato dal cardinale Egidio Albornoz. Di nuovo nel 1347 vi fu l'annessione definitiva alla Repubblica di Siena e ciò pose definitivamente fine alla sovranità del borgo del San Salvatore.
Dall'abbazia di questo periodo storico proviene il celebre Codex Amiatinus, risalente al VII secolo, attualmente conservato presso la Biblioteca Medicea Laurenziana di Firenze. Un altro documento di notevole valore è la Postilla Amiatina, risalente all'anno 1087 e considerata uno dei primi documenti in Italia del volgare.

### Epoca moderna
Dall'annessione alla Repubblica di Siena e poi nel Granducato di Toscana e fino al XVII secolo il borgo rimase praticamente immutato e isolato, riscoprendosi molto povero, sostenendosi con un'economia semplice basata sullo sfruttamento del legname, sul piccolo artigianato del legno, sulla pastorizia e agricoltura. Una profonda novità si ebbe solo tra il 1782 e 1784, quando il granduca di Toscana Leopoldo II d'Asburgo-Lorena, allo scopo di rilanciare l'economia, soppresse il monastero e decretò la privatizzazione dei terreni dell'abbazia. Egli seguiva la visione del giurisdizionalismo in base alla quale il monastero era valutato come una entità socialmente inutile ed economicamente disinteressata allo sviluppo economico delle proprie terre, che furono acquistate dai capifamiglia del paese costituitisi nella società "Macchia Faggeta". Agli inizi del XVIII secolo Abbadia San Salvatore vide una lieve espansione economica, urbanistica e sociale, con la nascita di realtà culturali come la Filarmonica G. Puccini (metà del XVIII secolo). Vi furono anche dei moti risorgimentali che in un'occasione costrinsero il Gonfaloniere granducale alla fuga. Nel 1860 vi fu l'annessione del comune al Regno d'Italia attraverso un plebiscito in cui i favorevoli raggiunsero il 100% dei voti e il 100% dell'affluenza. Nel 1867 il Regno d'Italia sottrasse al comune gran parte del suo territorio e gli storici borghi di Campiglia, Bagni di San Filippo e Caselle, che vennero aggregati al comune di Castiglione d'Orcia.

### Periodo minerario
Una notevole svolta si ebbe solo agli inizi del XX secolo quando cominciò in tutta l'area lo sfruttamento minerario del cinabro e della raffinazione dello stesso in mercurio. L'ingegnere tedesco Friedrich Ammann, a cui il paese ha intitolato la via che dalle miniere arriva al centro abitato, alla fine del 1800 scoprì questo giacimento di mercurio.
Abbadia San Salvatore divenne rapidamente un ricco centro minerario e industriale, vedendo un repentino miglioramento della qualità della vita dei suoi abitanti che a partire dal 1900 disponevano già di energia elettrica, telefono, servizio idrico.
Viene costruito un nuovo municipio (1909), urbanizzate altre aree, costruiti monumenti, fontane, realizzati nuovi servizi come l'ospedale. Il 15 agosto 1920, nelle fasi finali del biennio rosso, il paese fu teatro di un violentissimo scontro tra opposte fazioni politiche. In quella data, giorno festivo e domenicale, fu inaugurata di una lega di mutilati di guerra d'ispirazione socialista. Una volta terminata la cerimonia fu indetto un corteo che fu colpito da alcuni colpi di pistola sparati dalla casa di una guardia comunale.la “Lega proletaria fra mutilati e invalidi di guerra” decide di promuovere una manifestazione per inaugurare la propria bandiera. Ne seguì una sassaiola che provocò l’intervento dei carabinieri che non esitano, a loro volta, a fare uso di armi da fuoco: resta ucciso il giovane Ovidio Sabatini e 2 carabinieri riportano ferite. Si accende intanto una furiosa rissa davanti alla Chiesa di Santa Croce, dove nel frattempo è confluita una processione religiosa, tra socialisti e clericali, nella quale, oltre a numerosi feriti, viene assassinato con una fucilata il frate Angelo Galassi. Ne segue allora una retata dei carabinieri nel paese dove rimasero uccisi tre innocenti, il bambino Libero Pinzi, l’impiegato Giuseppe Coppi e il bracciante Giovanni Vagaggini. Il giorno seguente morirà anche uno dei carabinieri feriti. Per i fatti verranno arrestate una quindicina di persone delle quali, salvo una, saranno assolte. Durante il fascismo Abbadia San Salvatore continuò a prosperare, furono costruite le strade di raccordo con la vetta del monte Amiata, gli impianti sportivi, lo stadio e furono eseguite ulteriori espansioni urbane. In questo periodo, esattamente nel 1939, furono anche reinsediati i monaci nell'abbazia, che la trovarono abbandonata e cadente.
In seguito all'attentato a Togliatti, avvenuto a Roma il 14 luglio 1948, ad Abbadia San Salvatore si verificarono manifestazioni e rivolte che videro coinvolti soprattutto i minatori, che interruppero le comunicazioni telefoniche tra nord e sud. Gli scontri portarono alla morte di un carabiniere e un poliziotto. La successiva repressione attuata dalle forze dell'ordine fu durissima e avvenne mediante l'intervento di polizia ed esercito.
Negli anni settanta le miniere di mercurio videro un inesorabile lento declino, in parte causato dalla concorrenza internazionale e in parte dovuto alla sempre più scarsa e ridotta applicazione del minerale a livello industriale, rendendone così sempre meno conveniente l'estrazione. Questo ha portato la società mineraria (che all'epoca occupava la maggioranza della popolazione) alla chiusura definitiva, ponendo così fine alla parentesi industriale di Abbadia San Salvatore, che da allora vive un lento e costante decremento demografico.
Con la chiusura delle miniere è iniziato per il comune un lento ma continuo sviluppo del turismo, trasformandosi in uno dei centri maggiormente ricettivi del Monte Amiata.

### Simboli

Il gonfalone comunale

Il territorio era ricco di castagni secolari e su quest'albero sta la immagine del Salvatore che era l'emblema dell'abbazia che diede origine all'insediamento e ne tenne lungamente il dominio.
Il gonfalone è un drappo di bianco.

## Monumenti e luoghi d'interesse

### Architetture religiose

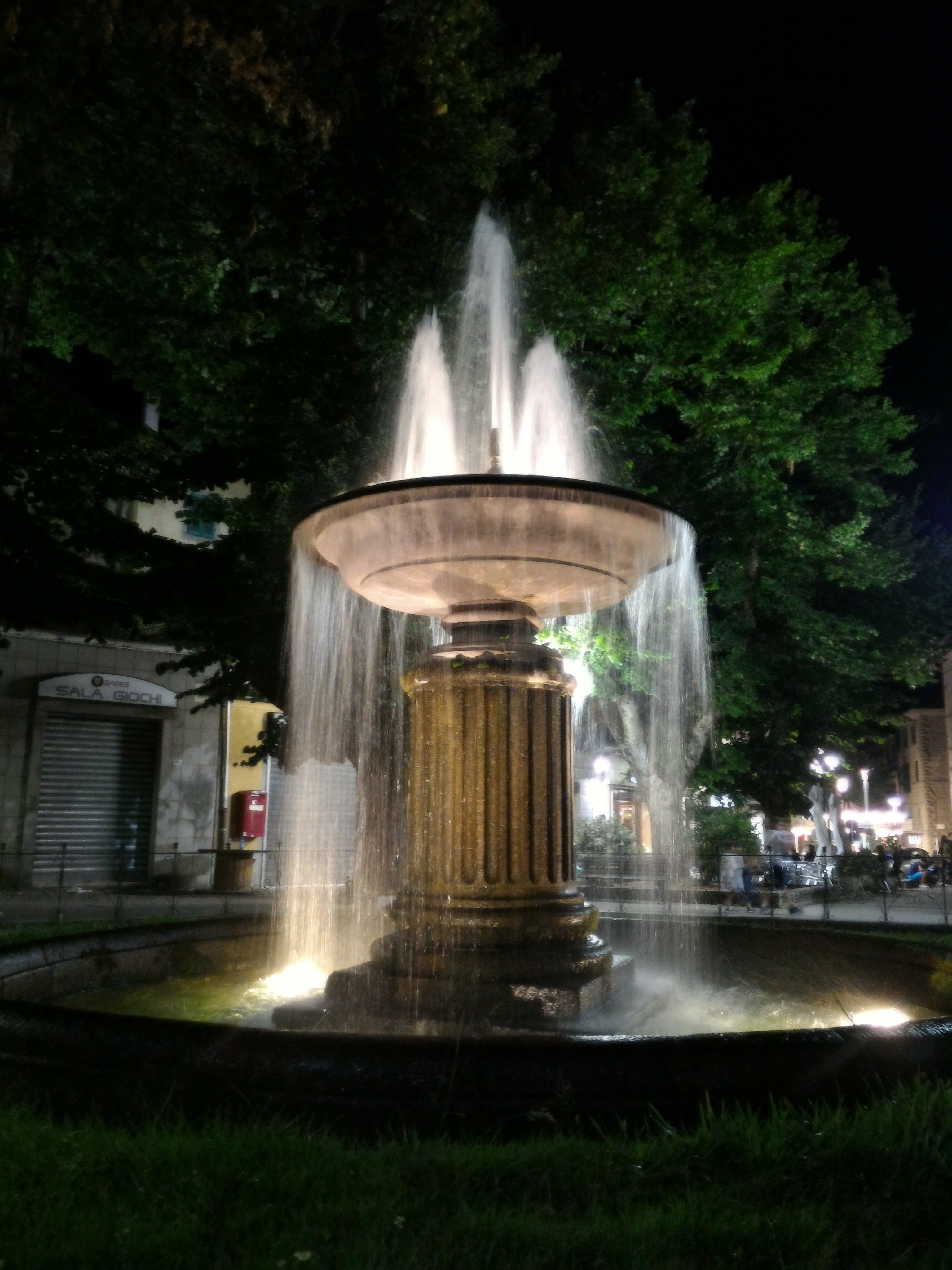
La fontana in Piazza dei Tigli

- La fontana in Piazza dei TigliAbbazia di San Salvatore
- Chiesa della Madonna dei Remedi
- Chiesa della Madonna del Castagno
- Chiesa di San Leonardo
- Chiesa di Santa Croce
- Chiesa di Santa Maria dell'Ermeta
- Croce del Monte Amiata
- Ex chiesa di Sant'Angelo

### Architetture civili
Degni di nota, oltre al borgo medievale, caratteristico di quasi tutti i comuni amiatini, il Palazzo del Podestà, realizzato nel XV secolo.
- Santa Maria ad Valetudinarium

#### Teatri

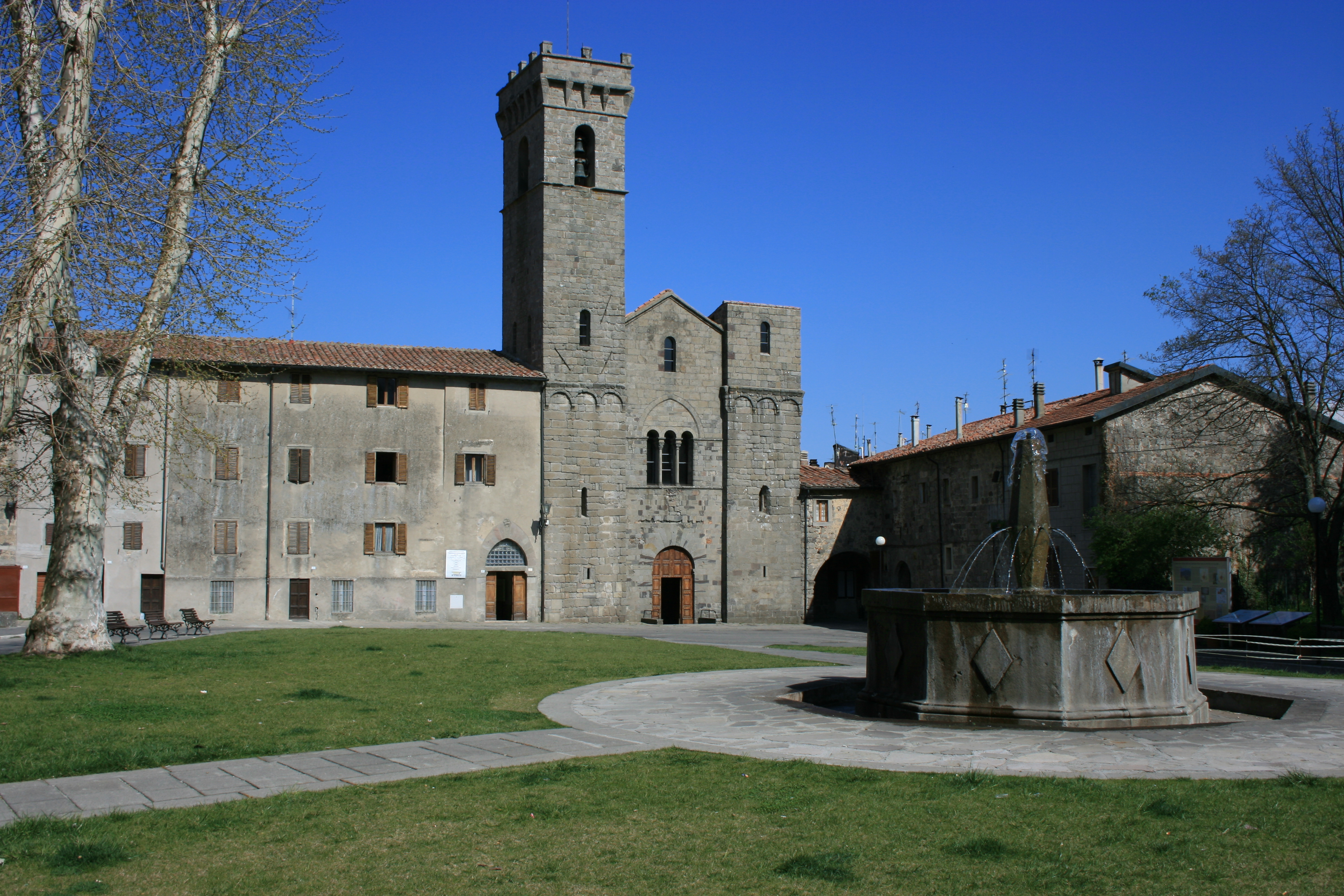
L'Abbazia di San Salvatore

- Cinema Teatro Amiata
- Teatro Servadio

#### Insediamenti storici
- Voltole
- Callemala

#### Architetture industriali
- Miniere e raffinerie di mercurio (1897-1972)

## Società

### Evoluzione demografica
Il numero di over 65 sul totale della popolazione è di: 1.889. Il numero di over 85 è di: 366.Abitanti censiti

### Etnie e minoranze straniere
Al 31 dicembre 2019 gli stranieri residenti nel comune di Abbadia San Salvatore in totale sono 696, pari al 11,16% della popolazione.
Le nazionalità maggiormente rappresentate sono:
| Pos. | Cittadinanza       | Popolazione |
| ---- | ------------------ | ----------- |
| 1    | Romania            | 368         |
| 2    | Marocco            | 69          |
| 3    | Polonia            | 33          |
| 4    | Ucraina            | 32          |
| 5    | Macedonia del Nord | 30          |

### Tradizioni e folclore

#### Le fiaccole
Degna di nota è l'antichissima tradizione delle Fiaccole, celebrata tra la vigilia e la notte di Natale. Tale tradizione, che conserva aspetti di origine pagana, sembra essere più antica del paese stesso e provenire dai villaggi antecedenti all'abbazia. La storia maggiormente conosciuta di questa festa millenaria comincia nel periodo successivo alla fondazione del monastero (742 d.C.), quando per la vigilia di Natale gli abitanti dei villaggi vicini si riunivano intorno alla chiesa e davano fuoco a delle cataste di legna che bruciavano per tutta la notte.
Tale tradizione si mantiene viva nelle vie, dove vari gruppi di cittadini innalzano grosse cataste di legna - le fiaccole appunto - e le assistono dopo la cerimonia di accensione, che avviene dall'alto, cantando talvolta le pastorelle, i tradizionali canti natalizi.
Un tempo i "capi fiaccola" e i propri aiutanti si ritrovavano per raccogliere tronchi e ceppi che venivano poi usati per la costruzione della fiaccola; questi venivano donati dagli abitanti dei vari rioni.
La sera del 24 dicembre di fronte al palazzo comunale si svolge la "benedizione del fuoco" di una torcia con una cerimonia presieduta dal sindaco e dal parroco, con questo fuoco si accenderanno poi le torce di tutti i capi fiaccola. Successivamente parte la processione accompagnata dalla banda musicale che passa da ogni fiaccola per l'accensione.

#### Offerta dei Censi
Degna di nota è anche la festa dell'offerta dei Censi, che si tiene generalmente nella prima settimana di luglio. La rievocazione storica della vita medievale, con artigiani, arcieri e sbandieratori, culmina con la processione fino all'Abbazia per offrire i doni all'abate in cambio della protezione sulle terre del borgo.

## Cultura

### Istruzione

#### Musei

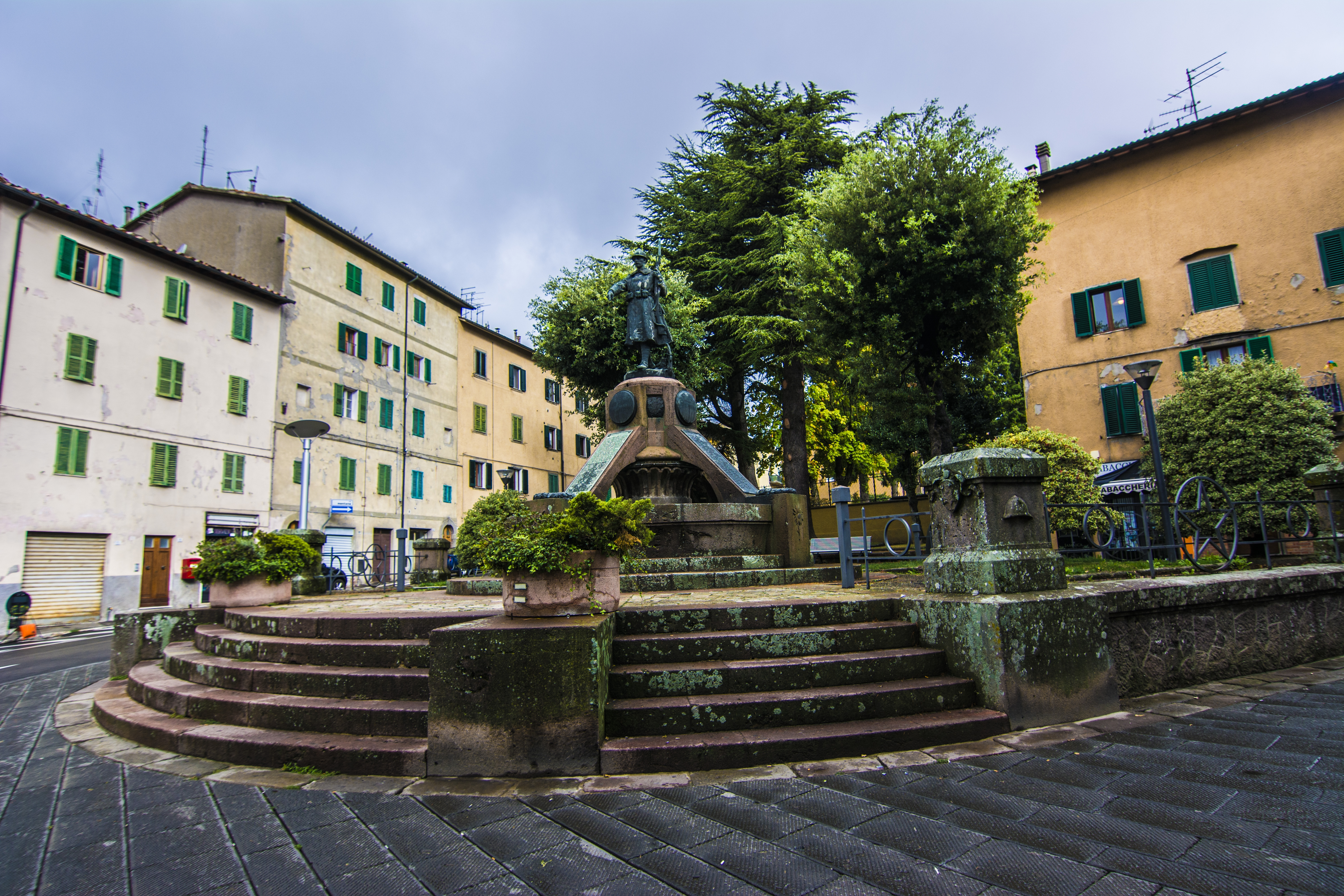
Monumento ai caduti

- Il Museo dell'abbazia o Museo d'arte sacra Don Roberto Corvini è situato nei nuovi locali dell'ala est del Chiostro. Al suo interno sono presenti pezzi unici che testimoniano il patrimonio del monastero stesso. Tra i pezzi più importanti un cofanetto-reliquiario scoto-irlandese dell'VIII secolo, il reliquiario di San Marco Papa, a forma di busto, di Mariano D'Agnolo Romanelli (1381), la casula attribuita a San Marco Papa del VIII-VIII secolo e un pavimento senese di maiolica datato XV secolo già della Chiesa della Madonna del Castagno[15].

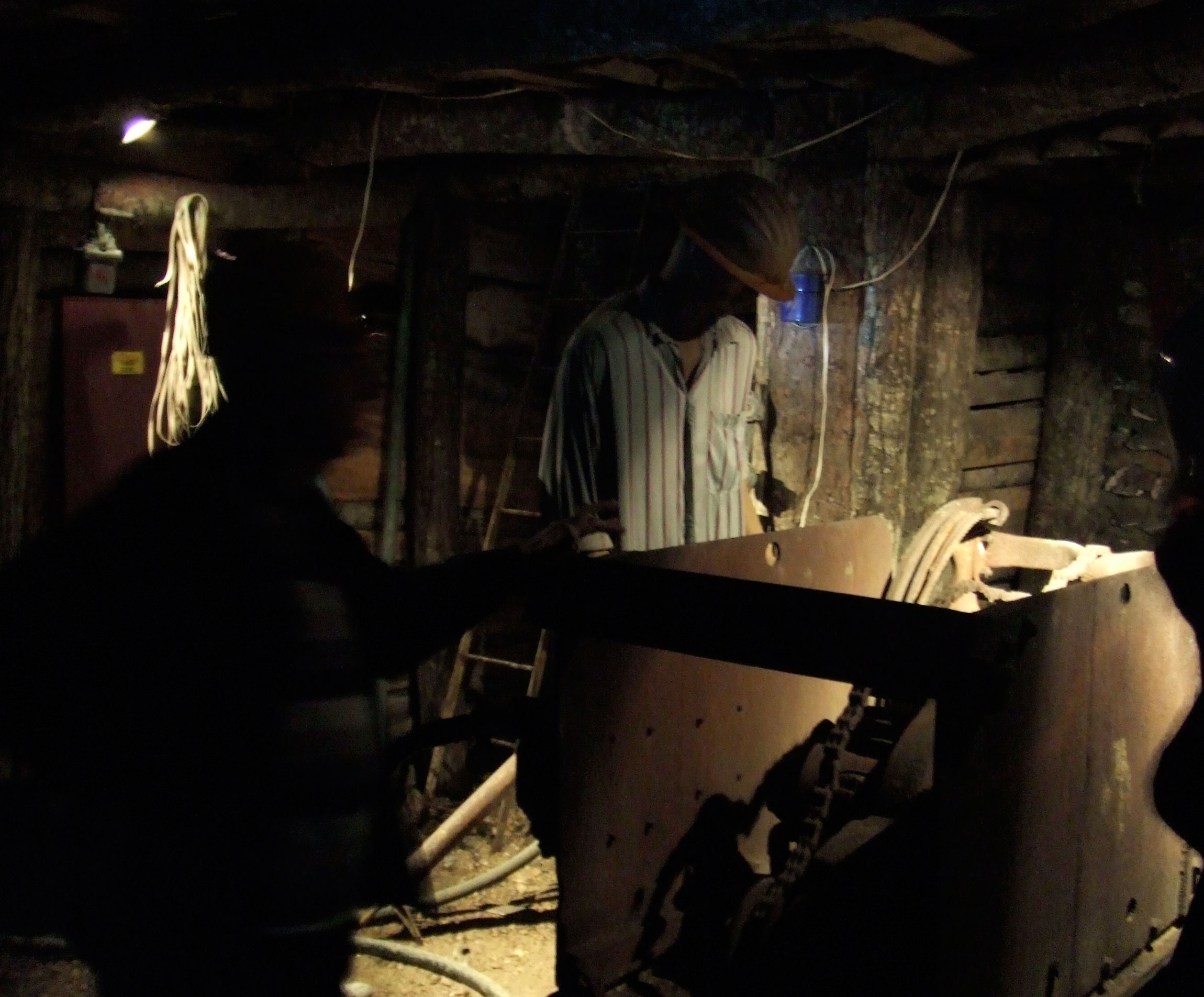
Una galleria del Museo minerario

- Museo minerario di Abbadia San Salvatore: la miniera di cinabro, oggi ormai chiusa, presenta gallerie per 35 chilometri che si estendono per 400 metri in profondità. Nella torre dell'orologio è possibile visitare il museo minerario insieme con una galleria di circa 300 metri, dove sono riprodotti i luoghi di lavoro[15].

### Cucina
Tipico dolce locale è la Ricciolina. Altri prodotti tipici sono i Biscotti salati all'anice, diffusi in tutto il territorio amiatino, composti di acqua sale e farina insaporiti con i semi della pianta di anice a cui viene data una tipica forma a 8 intrecciato. Pasta tipica della zona sono i pici, diffusi in tutta la Toscana meridionale, composti di sola acqua e farina, conditi con il sugo all'aglione. Nel territorio del comune è presente la pera picciola.

## Geografia antropica
Il territorio comunale di Abbadia San Salvatore non conta alcuna frazione. Si possono ricordare però le località abitate di Rifugio Amiatino e Rifugio Cantore, situate sulla vetta del Monte Amiata.
Il centro storico di abbadia è diviso in Terzieri

## Economia

### Industria
Sono presenti alcuni importanti mobilifici e pelletterie.

### Turismo
Abbadia San Salvatore è oggi uno dei centri turistici più importanti del monte Amiata e della stessa Toscana. Con gli anni è stata ampliata la ricettività sia invernale sia estiva, e vengono organizzate varie manifestazioni.
Oggi del mercurio, non più prodotto da oltre trent'anni, rimane una memoria conservata in un interessante museo ricavato dalla vecchia miniera, un'area riqualificata a destinazione artigianale. Il Museo operativo da qualche anno, propone un'interessante storia dell'estrazione, anche grazie al valido contributo di ex minatori in qualità di guide.
Nel comune di Abbadia, che estende i suoi confini fino alla vetta dell'Amiata, sono presenti degli impianti per gli sport invernali e 12 km di piste da sci. Dal paese, circondato da boschi di castagno, si può accedere a dei percorsi naturalistici per escursioni a piedi, a cavallo e in mountain bike.

## Infrastrutture e trasporti

### Strade
Il comune è interessato dalla strada statale 2 Via Cassia, che lo tange ad est, oltre che da diverse strade provinciali che lo collegano con i paesi situati sull'altro versante del monte Amiata.

### Mobilità urbana
Il comune è collegato al capoluogo da una linea di bus di Autolinee Toscane, sono inoltre presenti collegamenti con altri centri e con altre compagnie.

## Amministrazione

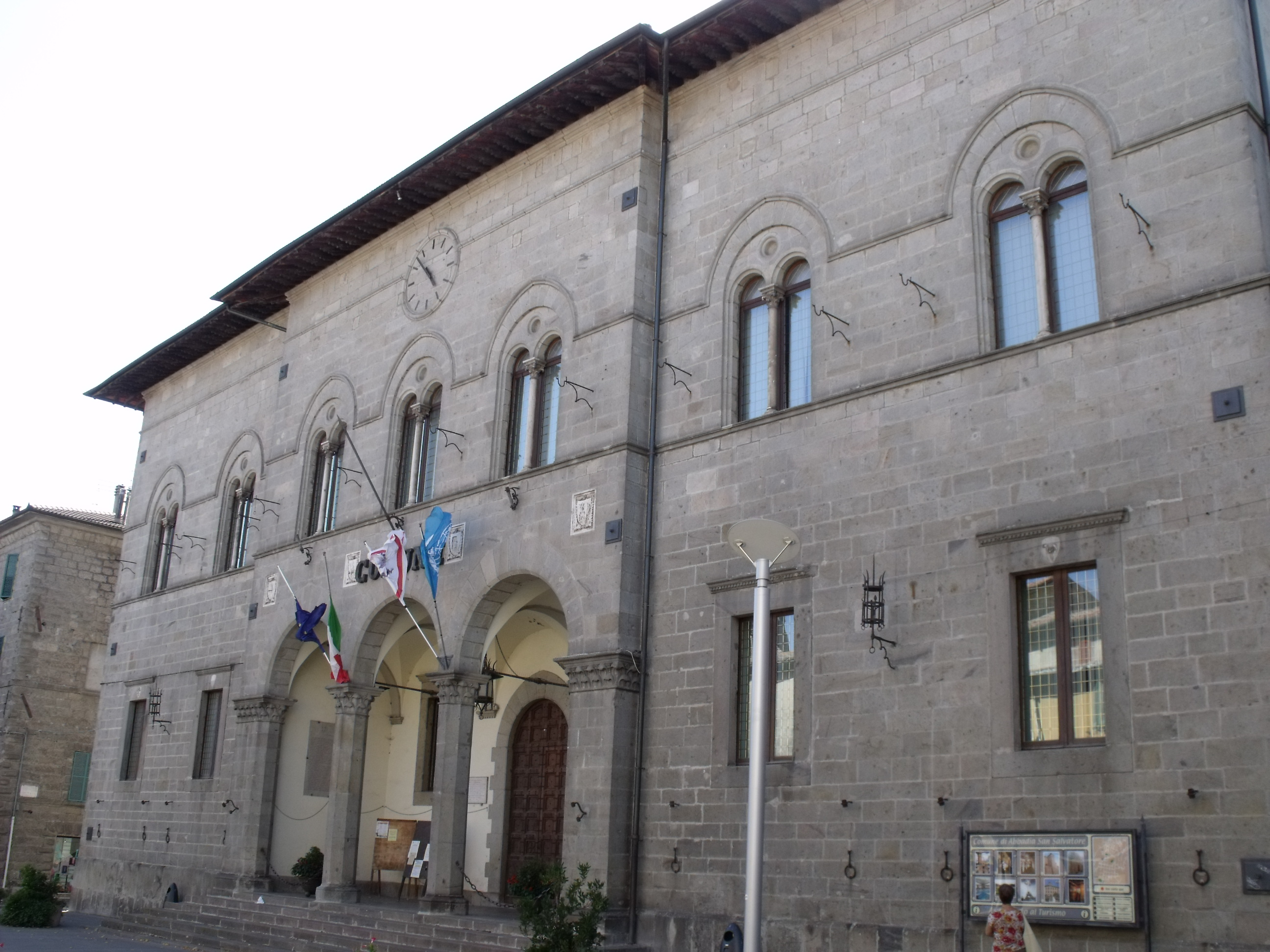
Il Palazzo del Podestà, oggi palazzo del comune

| Periodo        | Periodo        | Primo cittadino  | Partito                                                    | Carica  | Note |
| -------------- | -------------- | ---------------- | ---------------------------------------------------------- | ------- | ---- |
| 23 aprile 1995 | 13 giugno 1999 | Massimo Flori    | Liste civiche di centro-sinistra                           | Sindaco |      |
| 13 giugno 1999 | 12 giugno 2004 | Decoro Bisconti  | centro-sinistra                                            | Sindaco |      |
| 12 giugno 2004 | 25 maggio 2014 | Lorenzo Avanzati | liste civiche di centro-sinistra, Uniti per Abbadia        | Sindaco |      |
| 25 maggio 2014 | 27 maggio 2019 | Fabrizio Tondi   | liste civiche di centro-sinistra Per Abbadia San Salvatore | Sindaco |      |
| 27 maggio 2019 | 11 Giugno 2024 | Fabrizio Tondi   | liste civiche di centro-sinistra Obbiettivo Abbadia        | Sindaco |      |

|-
| 11 Giugno 2024
| in carica
| Niccolo Volpini
| liste civiche di centro-sinistra Niccolo Volpini Sindaco
| Sindaco
| 
|-
|}

## Sport
Nel comune sono presenti diversi impianti sportivi, tra i quali uno stadio comunale provvisto di pista e una piscina coperta. In inverno è possibile praticare lo sci nordico e lo sci di fondo.
Nel Giro d'Italia 1968 la diciottesima tappa si è conclusa ad Abbadia San Salvatore con la vittoria di Julio Jiménez.
Abbadia San Salvatore è stata scelta come sede del ritiro estivo precampionato da diverse squadre di serie A e Serie D, quali Roma, Fiorentina, Bologna, Cagliari e Siena.